# 官路镇 (渭南市)
官路镇，是中华人民共和国陕西省渭南市临渭区下辖的一个乡镇级行政单位。

## 行政区划
官路镇下辖以下地区：
官路村、新村、北志道村、云祥村、丰润村、潘家村、南志道村、大同村、张千户村、邱寨村、吝家村、郭田村、吊庄村、潼关寨村、瓦新村和党集村。